# Museum Tauernbahn

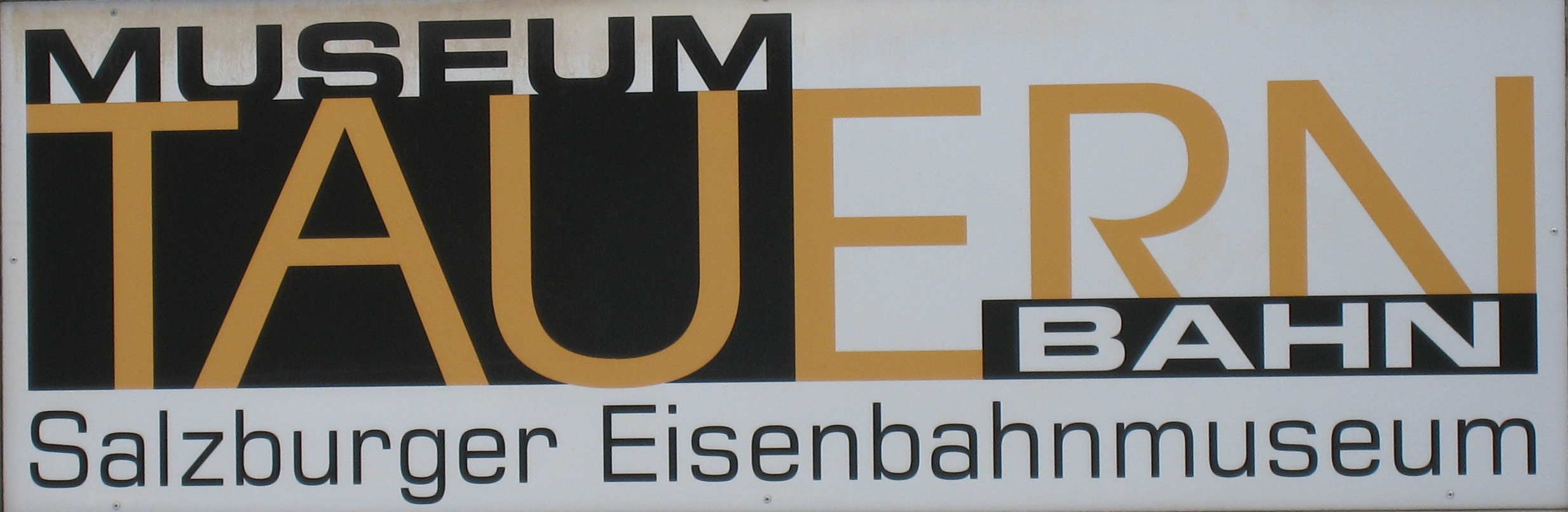
Tauernbahnmuseum-Logo

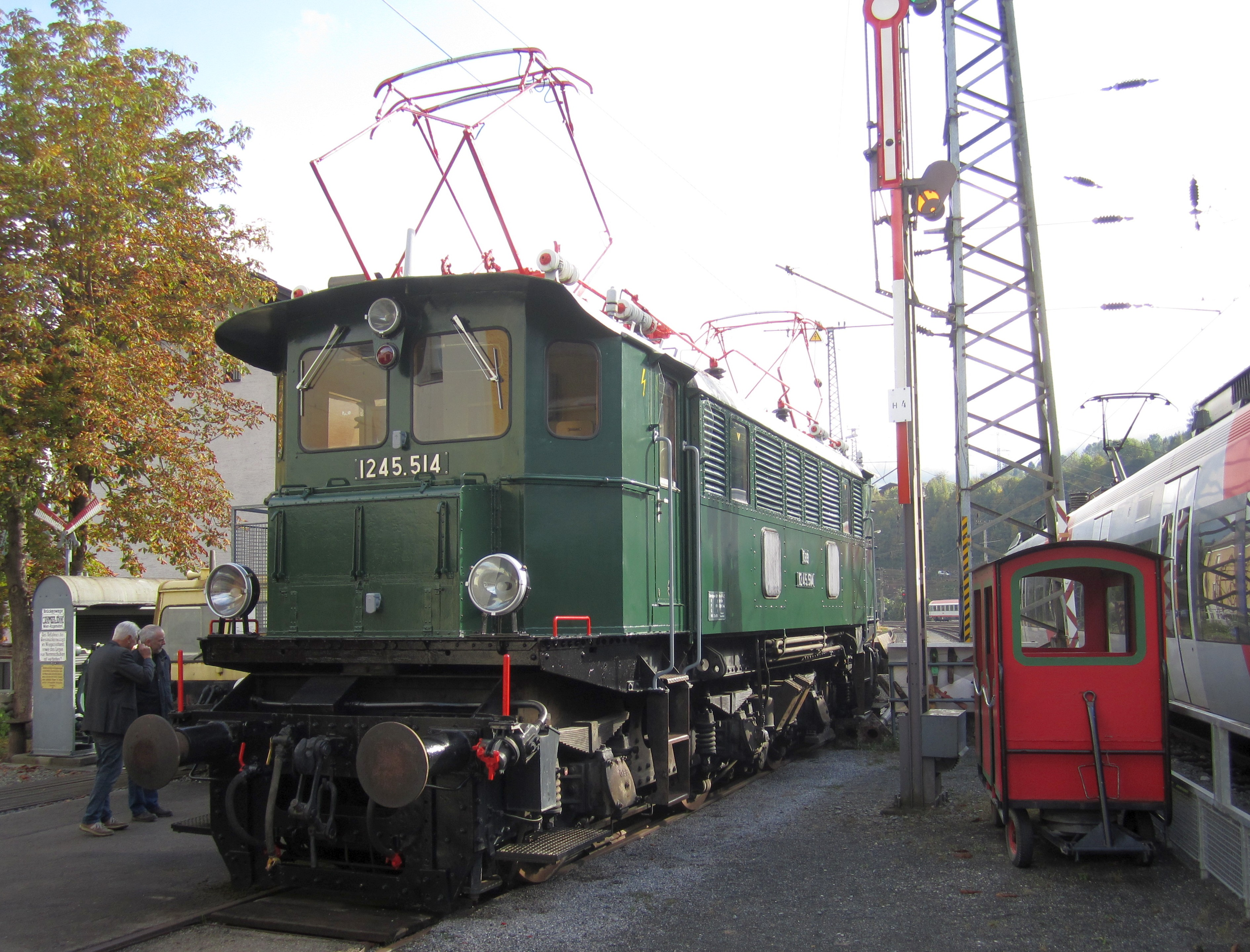
Lokomotive 1245.514 im Tauernbahnmuseum Schwarzach

Das Museum Tauernbahn ist ein Eisenbahnmuseum in Schwarzach im Pongau in Österreich und wurde nach den Plänen des österreichischen Architekten Adolf Krischanitz  2001 errichtet.

## Allgemeines
Das Museum wurde 2005 anlässlich des 100-Jahr-Jubiläums der Tauernbahn offiziell eröffnet. Es besteht aus einem Neubau, der vom Museumsverein renovierten Remise des Bahnhofes und dem Freigelände mit interessanten Schaustücken. Seit 2009 gibt es im Erdgeschoß des Gebäudes eine Dauerausstellung mit dem Titel „Die Tauernbahn – Der (z)weite Weg nach Triest“. Im ersten Stock ist eine Modellbahnanlage mit originalgetreuen Nachbauten der Tauernbahn zu sehen. Das Museum verfügt auch über restaurierte Exponate wie etwa eine Elektrolokomotive der ÖBB-Reihe 1245.

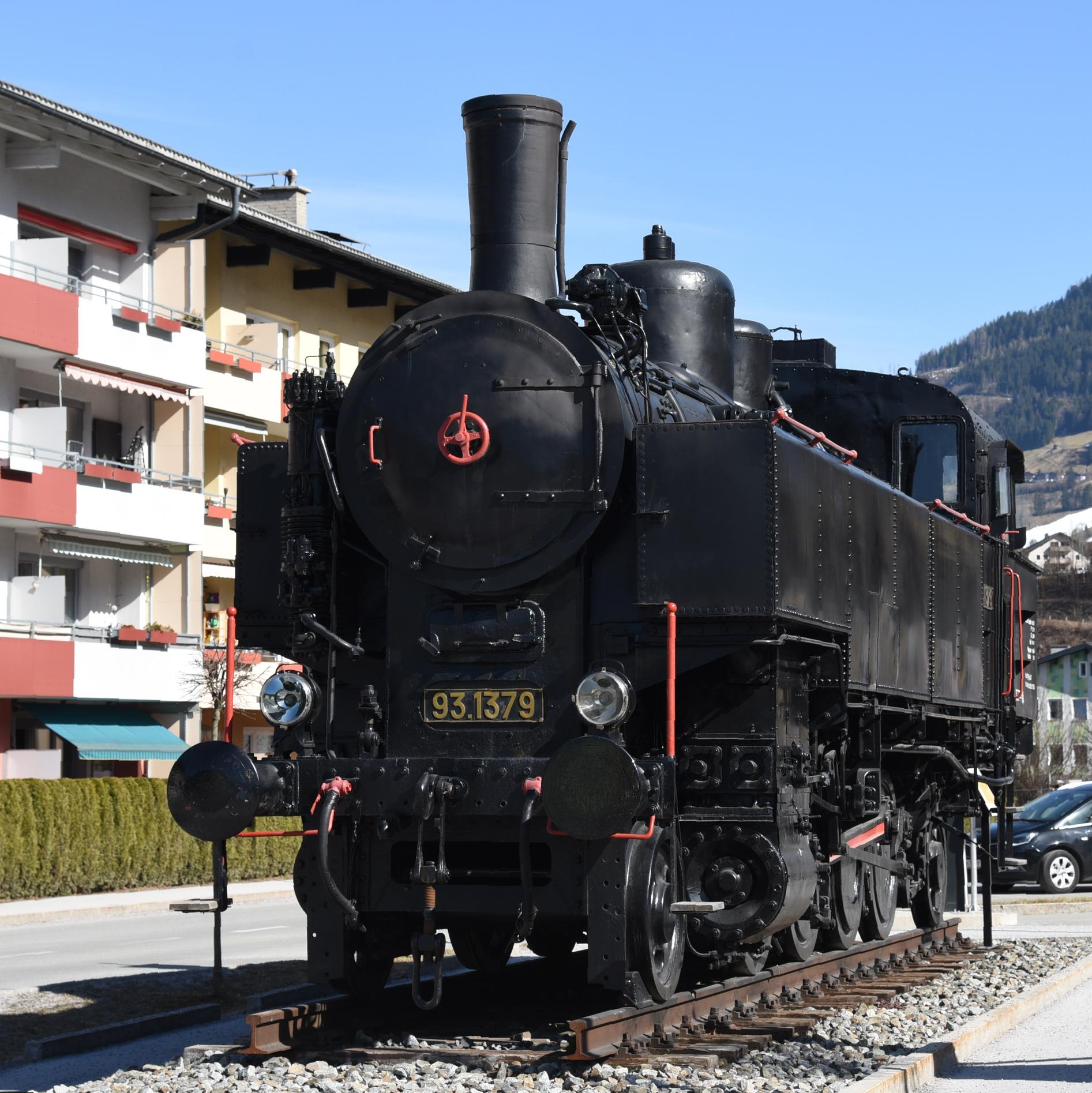
Denkmallok ÖBB 93.1379 Schwarzach

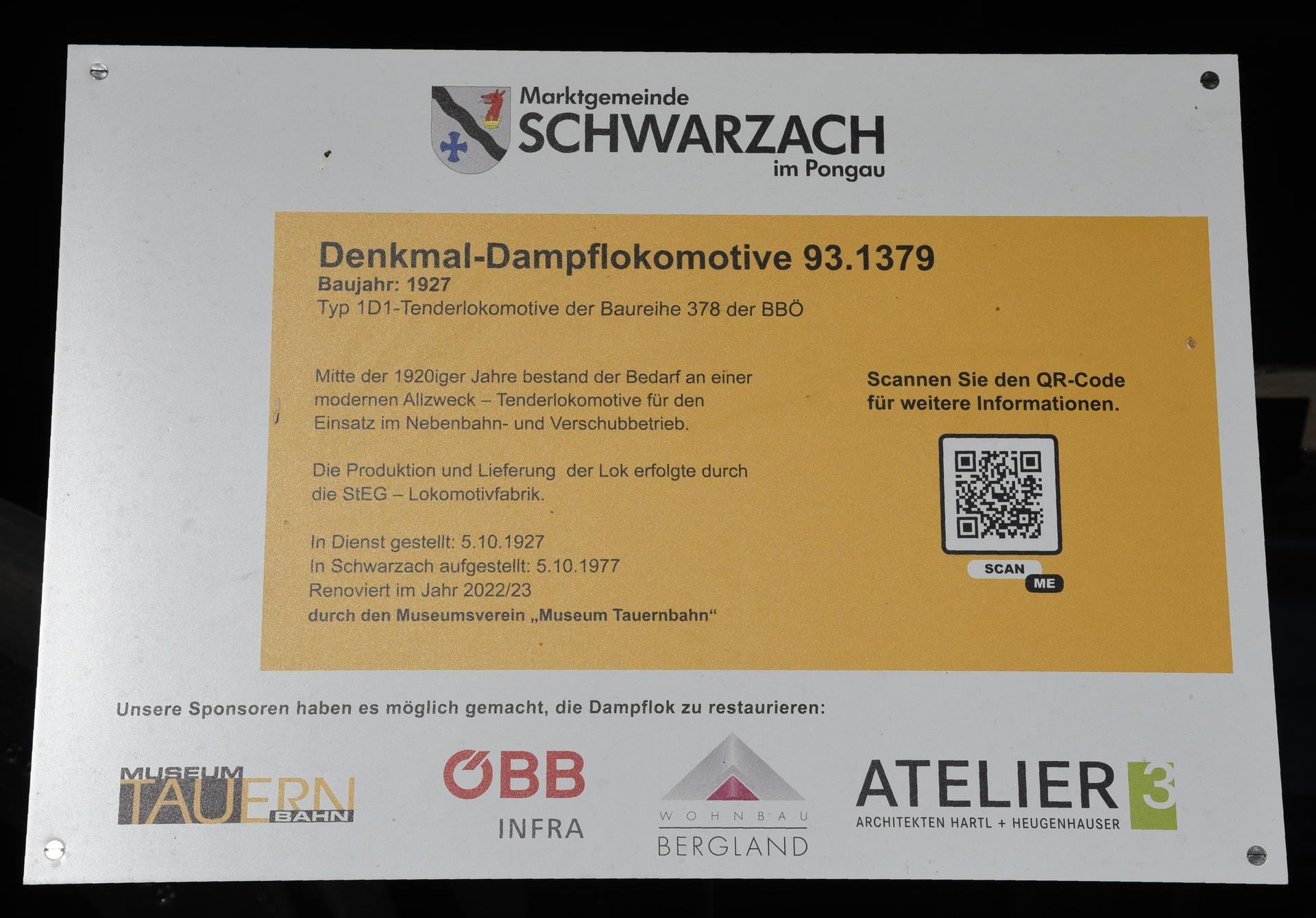
Denkmallok ÖBB 93.1379 Schwarzach Infotafel

Das Museum hat die Restaurierung der Denkmallokomotive 93.1379 am Bahnhofvorplatz von Schwarzach-St. Veit unterstützt.